# Jesus, min Herre, dig vill jag älska
Jesus, min Herre, dig vill jag älska är en psalm med text och musik från 1879 av Joël Blomqvist. I originalet började psalmen Dyraste Jesus, dig vill jag älska.

## Publicerad som
- Nr 275 Svenska Missionsförbundets sångbok 1920 med titelraden Dyraste Jesus, dig vill jag älska under rubriken "Jesu efterföljelse."
- Nr 51 i Fridstoner 1926 med titelraden Dyraste Jesus, dig vill jag älska under rubriken "Frälsnings- och helgelsesånger".
- Nr 128 Svensk söndagsskolsångbok 1929  med titelraden Dyraste Jesus, dig vill jag älska under rubriken "Jesu efterföljelse."
- Nr 523 i Sionstoner 1935 med titelraden Dyraste Jesus, dig vill jag älska under rubriken "Nådens ordning: Trosliv och helgelse".
- Nr 280 i Den svenska psalmboken 1986, 1986 års Cecilia-psalmbok, Psalmer och Sånger 1987, Segertoner 1988 och Frälsningsarméns sångbok 1990).